# مقابل للرياح ومدابرها

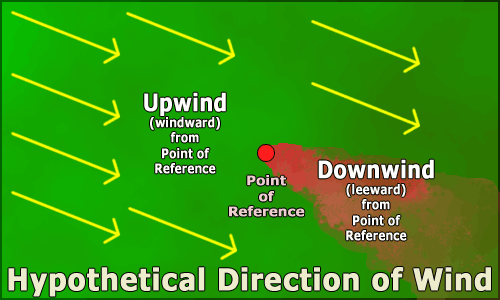
الأحمر هو مدابر للريح والأخضر مقابلٌ لها

مقابل للرياح ومدابر للرياح هما مصطلحان يدلان على اتجاهان منسوبان إلى مهب الريح. مقابل للرياح هو الجزء من تل أو جبل أو منطقة يواجه الرياح وهي في طريق مجراها. مدابر للرياح هو الجزء الآخر من الجبل أو التل الذي تحميه من الرياح وهي في طريق مجراها.